# 리용철 (정치인)
리용철(李庸澈, ? ~ )은 조선민주주의인민공화국의 정치가이다. 김일성사회주의청년동맹 중앙위원회 1비서이며, 당 중앙위 위원과 최고인민회의 제12기 대의원 겸 상임위원회 위원이다.

## 경력
2002년 8월 과학원 청년동맹위원회 비서에 임명되었으며, 2007년 12월에 김일성사회주의청년동맹 중앙위원회 1비서가 되었다. 2009년 4월에는 최고인민회의 제12기 대의원 겸 상임위원회 위원에 올랐다.
2009년의 홍성남 사망 및 2010년의 김중린, 조명록 사망 당시에 국가장의위원회 위원을 맡았다.<. 그리고 2010년 9월에 조선로동당 중앙위원회 위원에 선임되었다.
2012년 3월, 김일성 사회주의청년동맹 제1비서에서 해임되었으며, 후임은 전용남이다.